# Franciszek Szymonek
Franciszek Szymonek (ur. 21 maja 1919, zm. 1 listopada 1973 w Zubrzycy Górnej) – polski duchowny rzymskokatolicki,  kapłan archidiecezji krakowskiej, wikary w parafii w Rabce-Zdroju.
27 stycznia 1953 roku skazany w procesie księży kurii krakowskiej na dożywocie, zwolniono go z więzienia w grudniu 1956. 11 marca 1959 roku Zgromadzenie Sędziów Najwyższego Sądu Wojskowego uchyliło wyrok z 1953 roku. Sprawę skierowano do ponownego rozpatrzenia przed Sądem Warszawskiego Okręgu Wojskowego. Amnestionowany 27 lutego 1964 roku. 10 lutego 1992 roku Sąd Warszawskiego Okręgu Wojskowego stwierdził nieważność orzeczeń w procesie księży Kurii Krakowskiej w 1953 roku. Jesienią 1957 pracował jako wikary w parafii Gilowice koło Żywca. We wrześniu 1958 skierowano go do Zubrzycy Górnej, gdzie objął funkcję administratora parafii, a od jesieni 1965 był proboszczem, został pochowany na miejscowym cmentarzu.